# 興仁寺
興仁寺，位于蒙古国首都乌兰巴托，原为藏传佛教寺庙，现为吹仲喇嘛庙博物馆（Чойжин ламын сүм музей）。
“吹仲”为藏语“护法”的音译（藏語：ཆོས་སྐྱོང༌，藏语拼音：Chos-skyong），清代以来汉字音译作吹仲、吹忠、垂仲等，吹意为“法”，仲意为“护”。英文作（羅馬化：Dharmapāla）。这里指专门从事降神作法、预卜未来的喇嘛，是一種靈媒。

## 历史

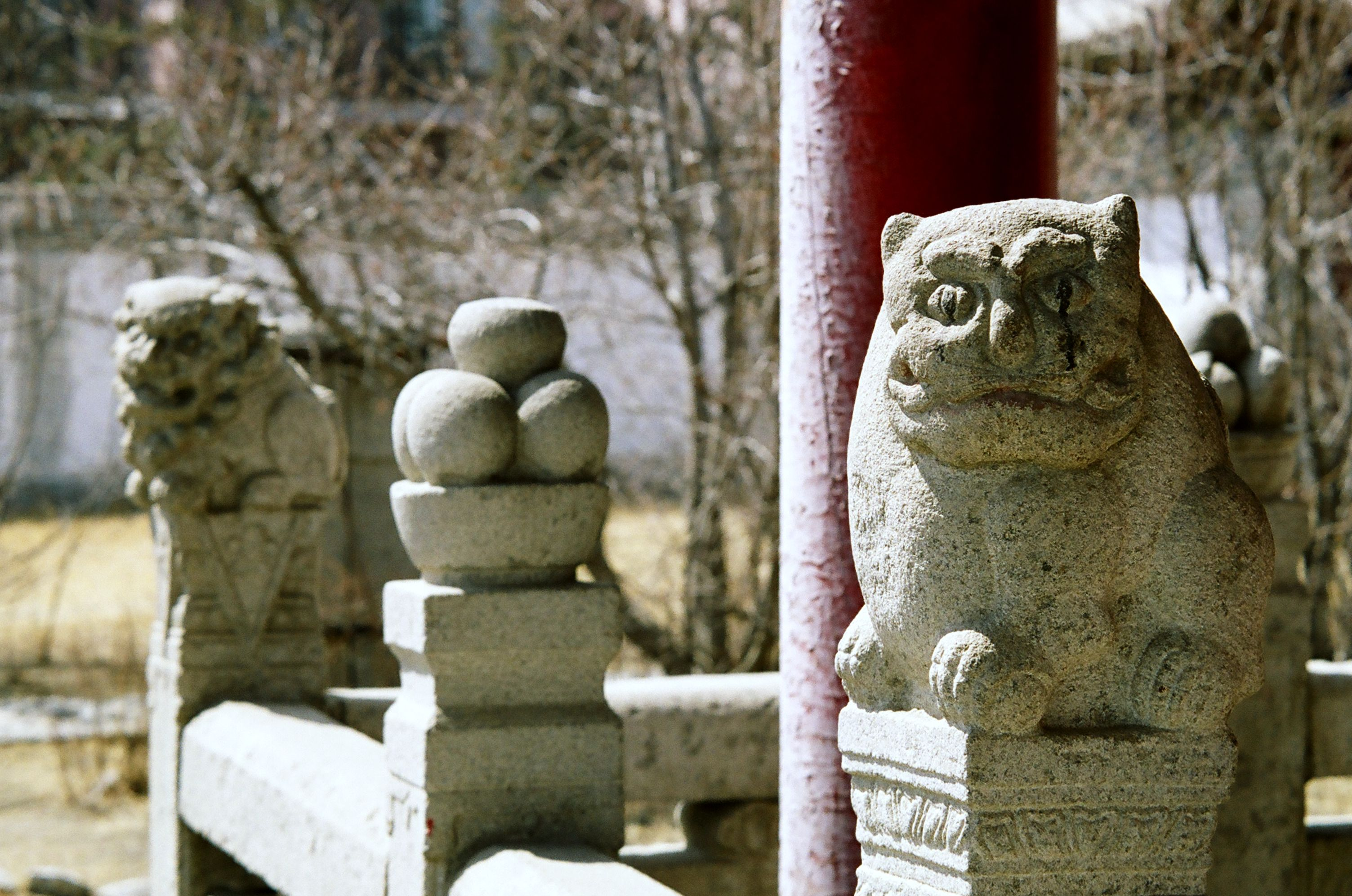
主殿前抱厦的石栏杆

1875年，6岁的第八世哲布尊丹巴呼图克图同其弟弟鲁布桑海达布来到外蒙古。鲁布桑海达布12岁时（1883年），第八世哲布尊丹巴的经师巴丹曲波（Балданчоймбол）决定令其成为通灵者，1884年从西藏请来吹仲喇嘛（Чойжин лам）塞特巴（Сээтэвийг）为其举行宗教仪式，令其成为儿童神卜（吹仲）。与塞特巴一同举办此次仪式的还有库伦喇嘛罗桑培哲（Лувсанпэлжээ）。鲁布桑海达布作法时依止的神卜有乃琼吹仲（Найчин-Чойжин，藏文转写gnas-chung chos-skyong，为護法白哈尔附身）、孜玛热吹仲（Зэмэр-Чойжин，藏文转写rtse-ma-ra/tsi-ma-ra chos-skyong或者tsi'u dmar-po，为桑耶寺的護法之一孜玛热附身）、多杰雄登。鲁布桑海达布本人是红教（即藏传佛教宁玛派）的信奉者，并且不顾黄教（即藏传佛教格鲁派）的独身教规而结婚。

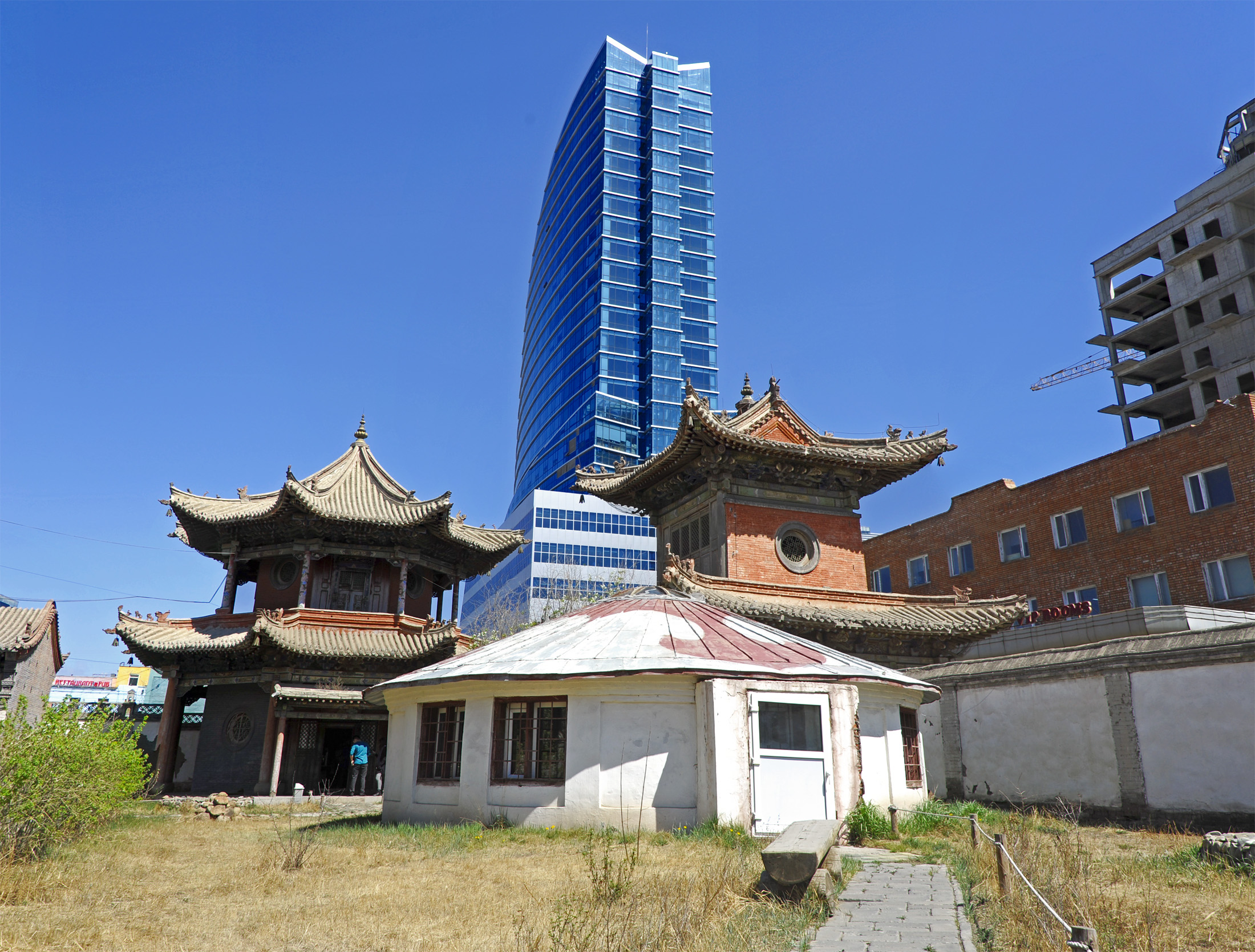
和平殿（左）、主殿东配殿（右）、小殿（前）和寺院周围的现代建筑

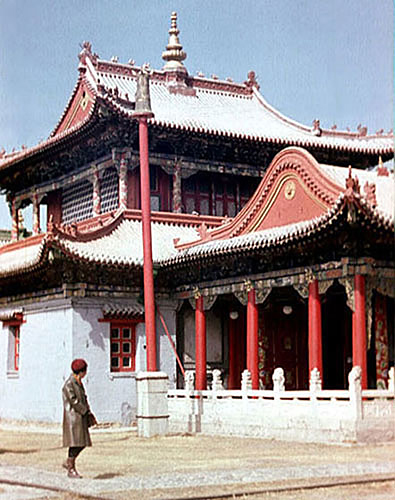
主殿。可见其前的抱厦

第一座为公共吹仲喇嘛而建的藏传佛教寺院靠民间集资而建成，位于大库伦，存在于1896年至1902年期间。1903年，该寺院毁于火灾。随后，鲁布桑海达布用自己的钱——也就是用其妻苏伦霍洛（Сүрэнхорлоо），乌兰巴托买卖城（汉人商业区）一位商人的女儿的钱——开始用石头兴建一座寺院，寺院选址于1891年至1901年之间建有的一座寺院的基址上。1906年，鲁布桑海达布呈奏清朝光绪帝，称建此寺以为光绪帝祝寿并祝大清帝国江山永固，请光绪帝为该寺赐名。光绪帝遂赐名“兴仁寺”。1908年，该寺建成。第八世哲布尊丹巴赐寺名“镇魔极乐宫”（意译）。
直到1936年，该寺一直作为藏传佛教活动场所使用。1938年，在蒙古人民共和国大镇压期间，该寺被关闭，并受到损毁。1940年，经蒙古学术委员会（俄语：Учёного комитета Монголии）的批准，该寺被作为建筑文物保留下来。1941年起，国家对该寺进行保护。1942年，国家决定将该寺改为反宗教的博物馆（后来，该寺成为“宗教历史博物馆”）。

## 建筑

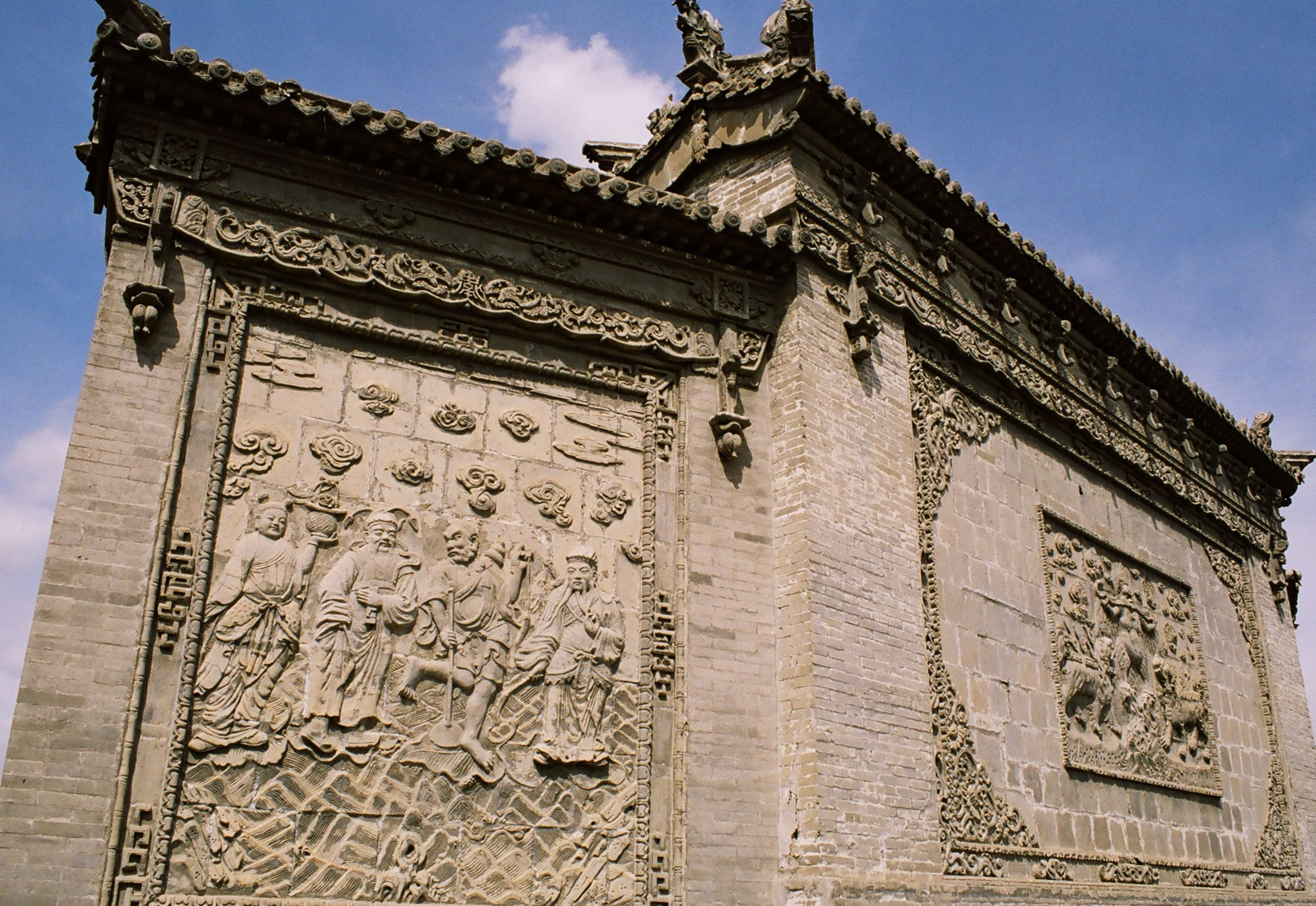
兴仁寺的砖影壁，可见两侧的八仙过海图案。

兴仁寺建筑群的大多数建筑，即木制建筑，均为蒙古建筑师奥木博格（Омбог）设计。整体建筑风格受到中国汉式传统建筑的影响，建筑手法类似中国晚清东北地区的手法，又融入了藏式喇嘛庙的细部手法。在制作寺院中的法物，特别是唐卡的过程中，蒙古未来的现代艺术奠基人巴尔杜·沙拉布（Балдугийн Шарав）参与其中。整个建筑群使用了1821,2千克纯银。

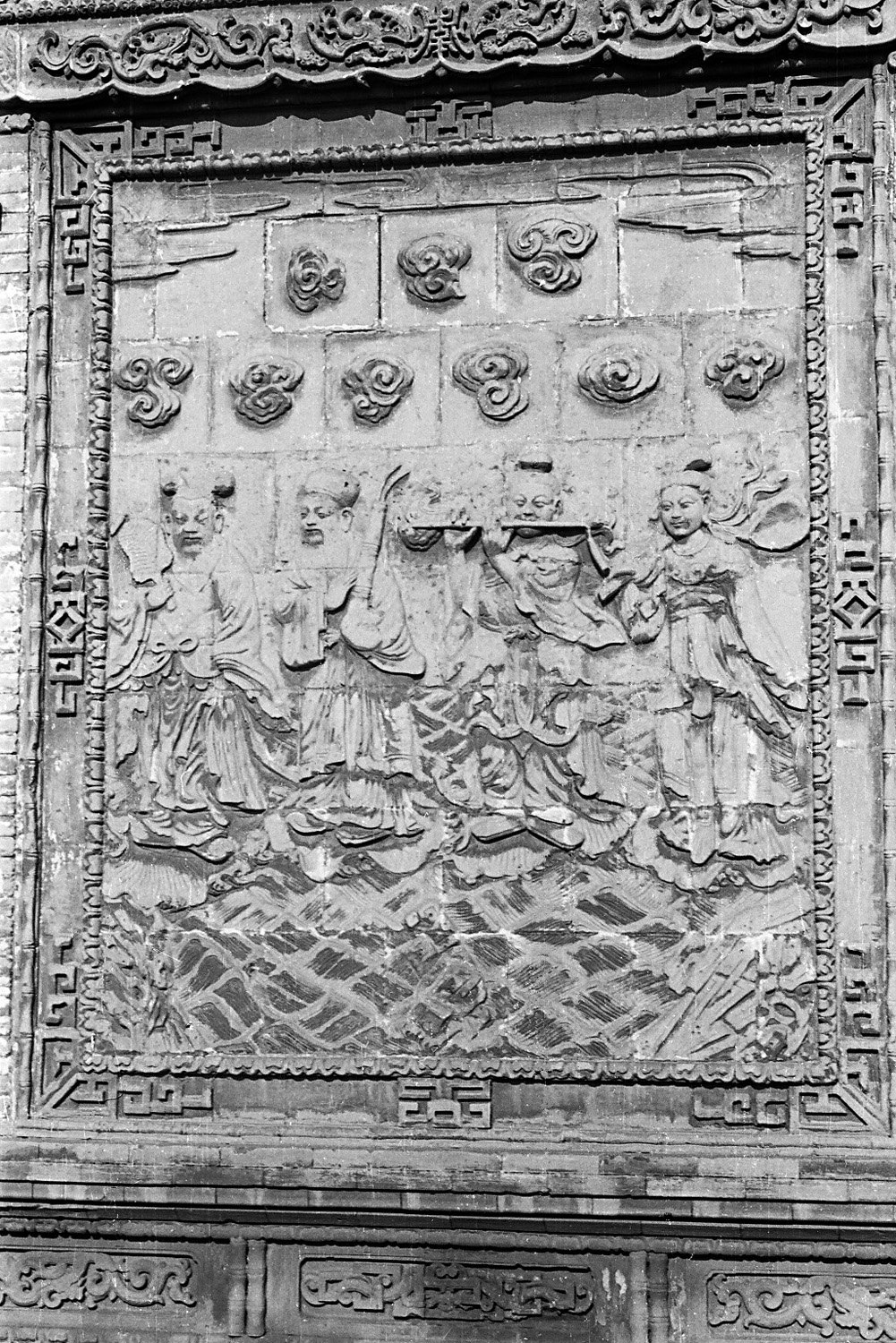
影壁上的八仙图案之一

1957年6月初，根据中华人民共和国文化部和蒙古人民共和国有关方面签署的中蒙文化协定，中华人民共和国文化部派古代建筑修整所（今中国文化遗产研究院的前身）的工程师余鸣谦、技术员李竹君赴蒙古人民共和国首都乌兰巴托，对兴仁寺和博克多汗宫（初稱博格多格根“夏宫”）进行了勘测与设计。当时，蒙古在古建筑保护上基本处于空白，这两处古建筑均仅有一位看门的工作人员。经三个多月的勘查、测绘，余鸣谦、李竹君制定了初步维修设计方案，交给蒙古方面，于9月底返回北京。1959年8月，余鸣谦、李竹君再度赴乌兰巴托。此后在他们的指导下，开始了对这两组古建筑的维修工程。起初由中国援蒙的长春建筑公司承担施工。1960年夏，由中国国内抽调25古建筑专业技术工人，接手施工工作。维修所需的材料，除木材由蒙古提供外，其他材料在蒙古难以找到，均由李竹君在1960年8月回国时订购。

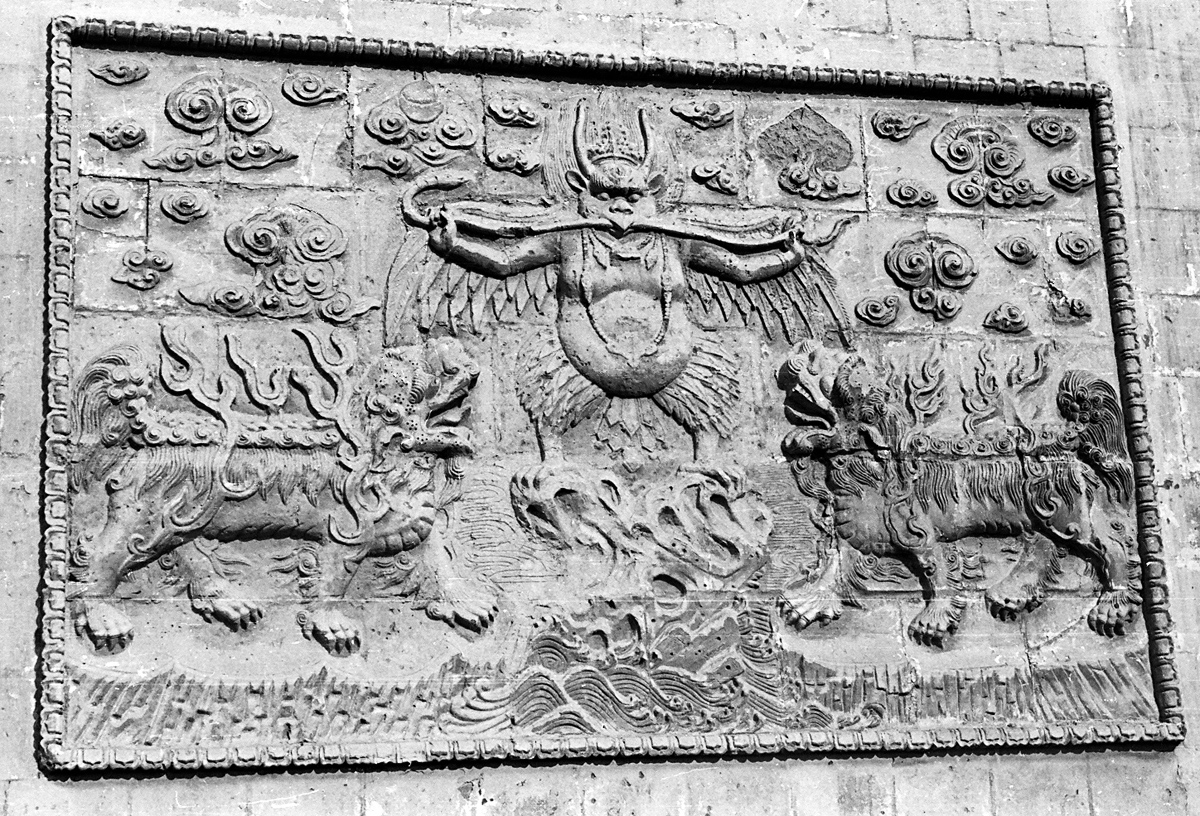
影壁中央的图案

当时，兴仁寺山门重层歇山顶倾斜十分严重，故进行了落架大修。兴仁寺的砖影壁上，有图案为八仙过海的砖雕，但残损严重。经过来自北京雕塑工厂的两位石雕工人的努力，将影壁上残毁约1/3的八仙人物及其周围的衬景饰物修补完成。施工共用了两年。大部分工程均由中国工人完成，仅有油漆彩画工程招用了30多位蒙古小工，其中多数是家庭主妇，少数是略通绘画的男性老者。工程最终按照预定计划于1961年7月11日即蒙古人民共和国成立四十周年纪念日之前完工。1961年7月11日，余鸣谦、李竹君参加了蒙古总理尤睦佳·泽登巴尔举行的国庆晚宴。随后，蒙古方面还向余鸣谦、李竹君颁发奖状。1961年11月下旬，他们二人及25位中国工人返抵北京。中华人民共和国首次援助蒙古人民共和国古建筑维修工作结束。 

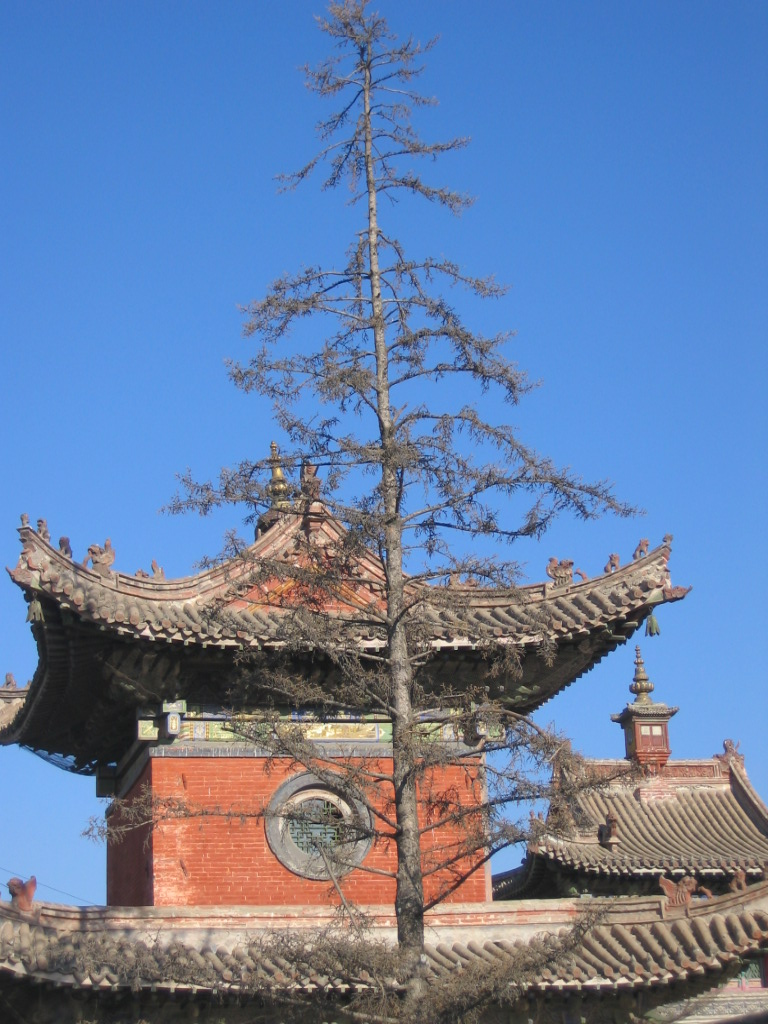
主殿西配殿南侧。图中右侧为召殿。

兴仁寺整体建筑坐西北朝东南。自南向北的建筑依次为：
- 影壁：位于建筑群最南端。为砖雕影壁。
- 天王殿（Махаранэ сүм）：二层。天王殿东、西两侧接有外院墙，天王殿两旁院墙上各开一侧门。
- 山门：二层。山门东、西两侧接有内院墙，山门两旁院墙上各开一侧门。

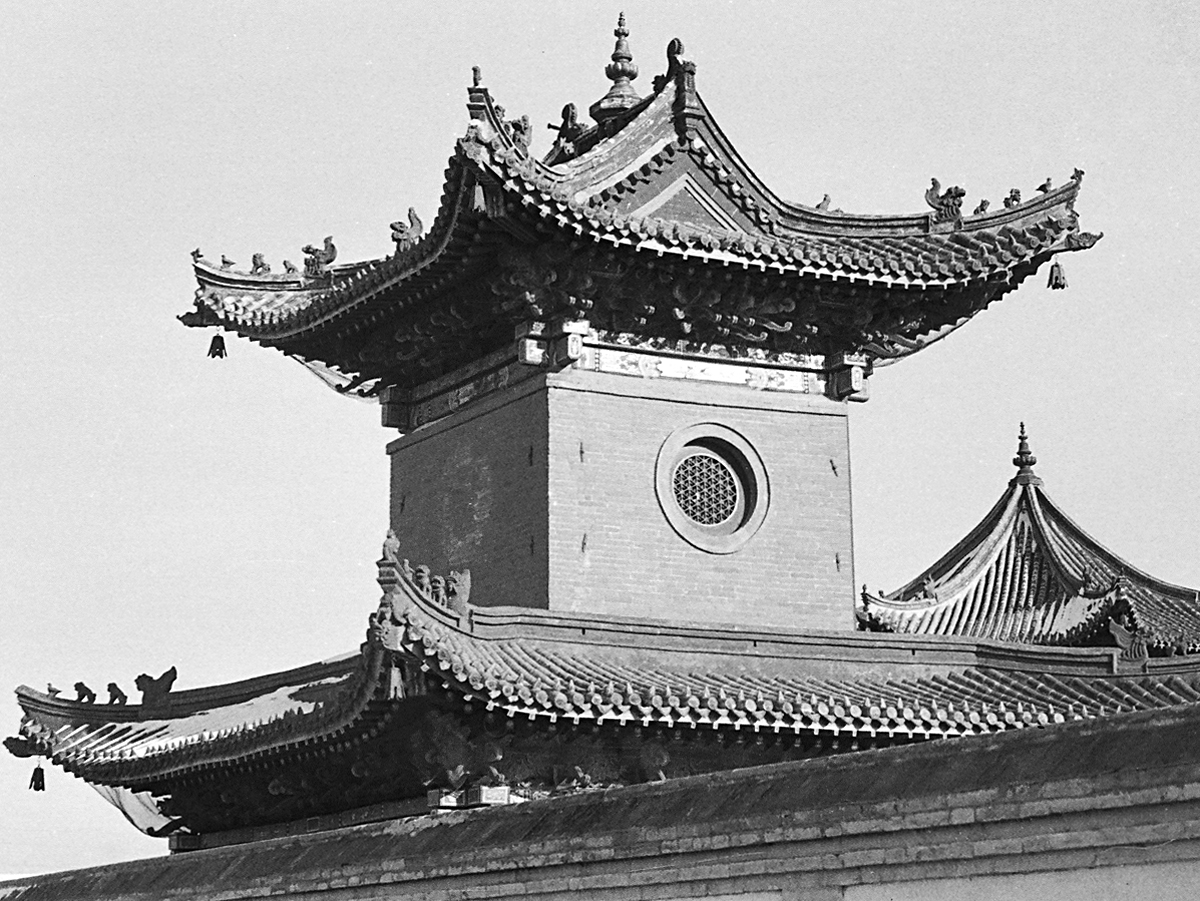
寺院北墙内的本尊殿。

- 主殿：整个寺院的中心建筑。殿前有抱厦。主殿的主体建筑为二层。主体建筑后紧连着一座带东、西耳房的单层殿堂。
  - 配殿：二层。有两座，分别在主殿的东西两侧，两座配殿南北接寺院两侧院墙。
  - 小殿：单层。有两座，均为蒙古包外形。一在主殿东侧，紧邻东配殿南侧。一在主殿西南侧，靠近山门西侧的侧门。
  - 召殿：二层。位于主殿西侧靠北
  - 和平殿（Амгалан сүм）：二层。为六角形亭式建筑。位于主殿东侧靠北
- 本尊殿（Ядамын сүм）：二层。位于主殿以北，是寺院最北端的殿。该殿自成一院，四周有院墙。殿后即寺院后围墙。

## 展览
该寺再现了鲁布桑海达布在世时的寺院原貌。

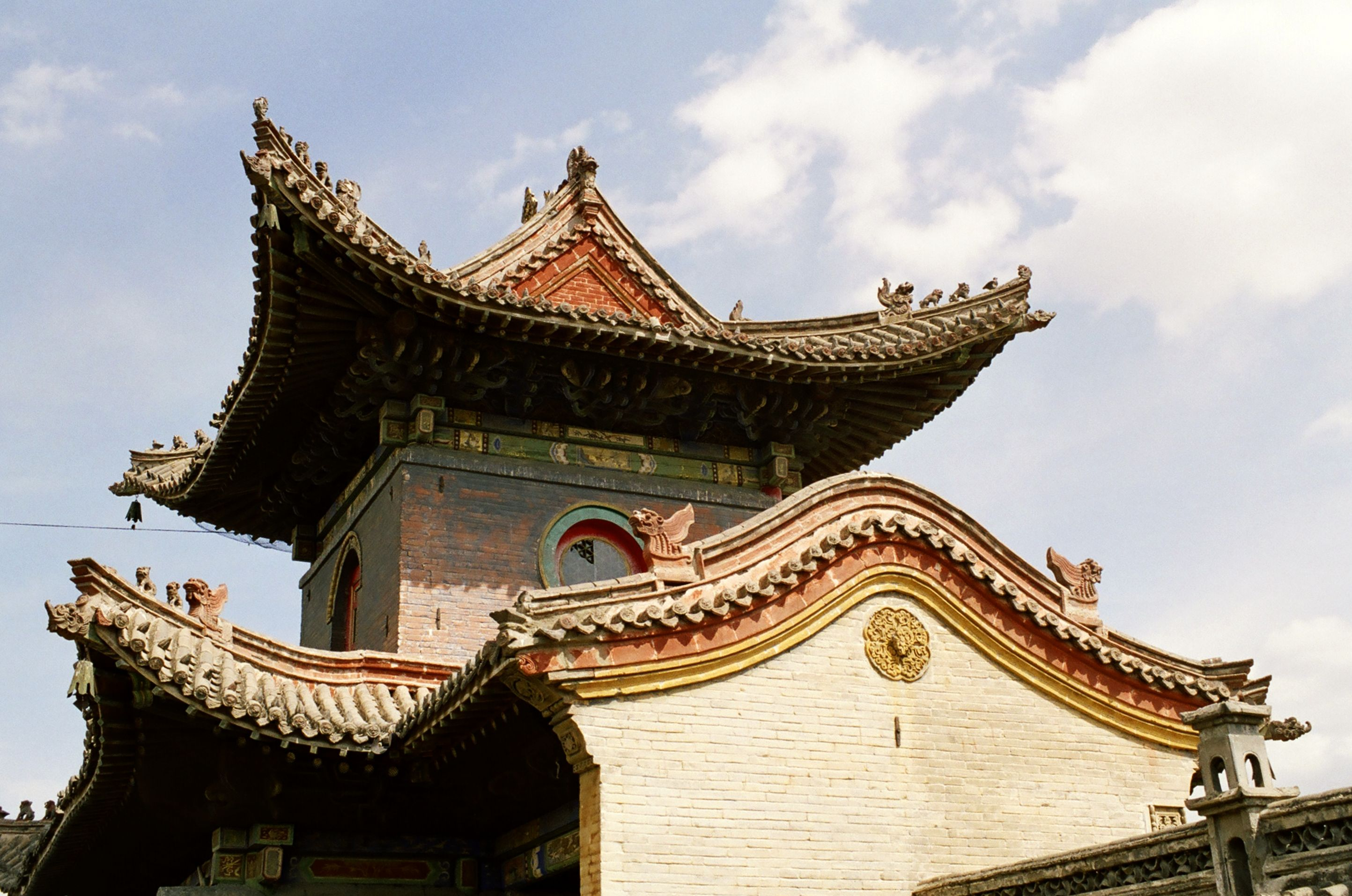
山门西北侧。

寺院主殿内供奉着18世纪的释迦牟尼像，其右供奉着鲁布桑海达布像，其左供奉着巴丹曲波的肉身法像。该殿存有数量巨大的藏传佛教文物，其中包括108卷甘珠尔、226卷丹珠尔，这些佛经均由第八世哲布尊丹巴自西藏迎请。此外还有跳神用的面具、法物等等。该殿外还有一座小殿，外形是传统蒙古包式样。此外还有一个中央庭院，当初鲁布桑海达布在此举行密宗仪式。

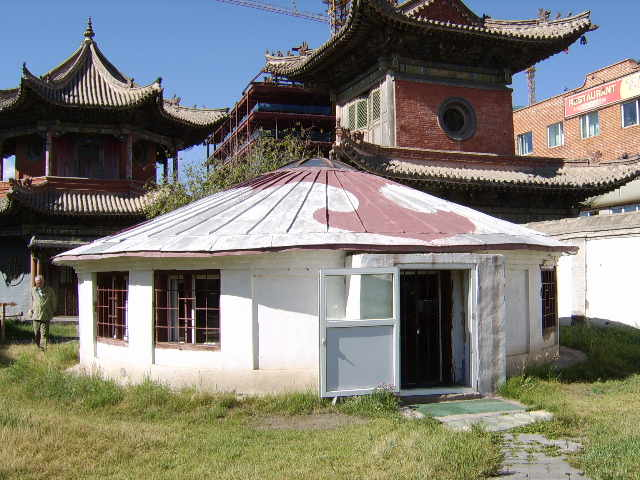
主殿外东侧的蒙古包式小殿。其后为主殿的东配殿。图中左侧为和平殿。

在献给释迦牟尼的召殿（召，意为“庙”）内，陈列着混凝纸制成的过去、现在、未来三世佛像。殿内的壁画绘有十六罗汉及四大天王。

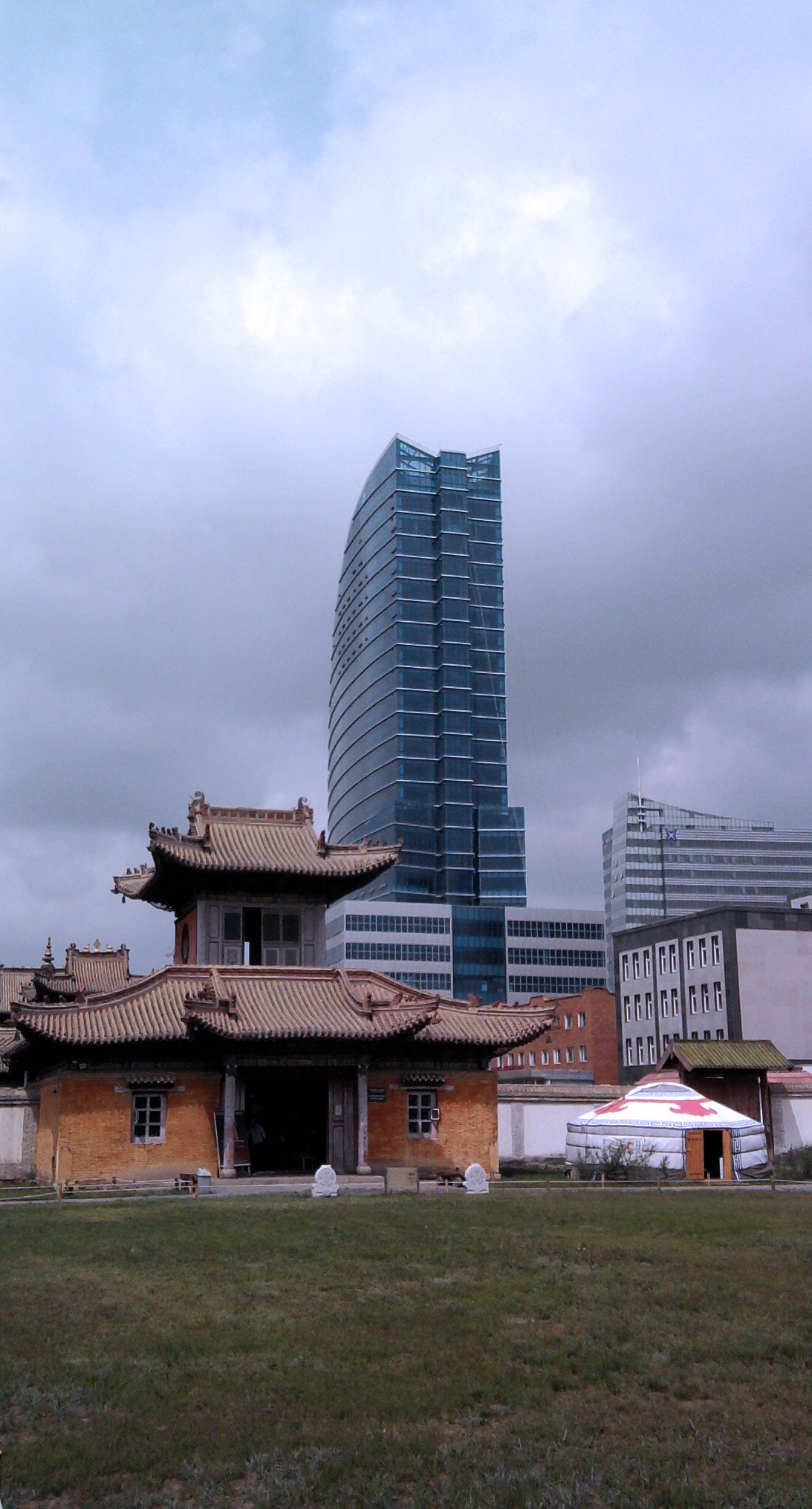
天王殿

本尊殿（本尊）原为吹仲喇嘛鲁布桑海达布举行重要法事之所，故此处原不对信众开放。殿内中央供奉着印度八十四位大成就者之一的铜像。该殿还供奉着密宗的时轮金刚、摩诃摩耶、執金剛像及其他神像。
和平殿（和平）是该寺的第四座殿，是献给第一世哲布尊丹巴（俗名“扎那巴扎尔”）的殿。